# Traditionelle Eheformen in Ghana
Traditionelle Eheformen in Ghana unterscheiden sich, wie in anderen westafrikanischen Staaten auch, stark vom heutigen europäischen Ehebild, sei es christlich, islamisch oder anders geprägt. Der markanteste Unterschied zu diesen liegt dabei in der sozialen Stellung der einzelnen Partner in einer Ehegemeinschaft. Ein weiterer signifikanter Unterschied besteht in den Rechten bezüglich der aus der Ehe hervorgehenden Kinder. Gleichzeitig ist eine traditionelle Heirat in Westafrika im Wesentlichen auch eine wirtschaftliche Übereinkunft zwischen zwei Familien.

## Soziale Stellung von Ehepartnern in traditionellen Ehegemeinschaften
Über die soziale Stellung von Ehepartnern im Rahmen einer Ehe sowohl in matrilinear organisierten Gesellschaften, wie z. B. bei den Akan, als auch in patrilinear organisierten Gesellschaften Ghanas, wie z. B. bei den Dagomba, können zusammenfassend folgende Merkmale skizziert werden:
- Ehen im Allgemeinen sind in Westafrika keine Zugewinngemeinschaften, Steuersparmodelle o. ä. wie im heutigen Europa, sondern Überlebensgemeinschaften. Ihre Mitglieder sichern sich gemeinschaftlich ein gewisses Existenzminimum durch gesellschaftlich definierte und individuell abgesprochene Verpflichtungen. Diese Verpflichtungen bestehen in bestimmten festgelegten Arbeitsleistungen und Beiträgen zur gemeinsamen Subsistenz in Form von Geld und der Produktion von Nahrungsmitteln.

- Eine afrikanische Ehe ist kein Vertrag zweier Individuen, sondern ein Vertrag zweier Gruppen von blutsverwandten Menschen hinsichtlich der aus dieser Ehe hervorgehenden Nachkommenschaft. Je nach Organisationsstruktur der Gesellschaft und nach eingegangener Eheform ist einer der beiden Ehepartner mehr oder weniger rechtlos, was die aus dieser Ehe hervorgegangenen Kinder anbelangt. Ehen, in denen beide Ehepartner gleiche Rechte hinsichtlich der Kinder haben, gab es weder im präkolonialen noch im kolonialen Westafrika.

- Wirtschaftliche Aktivitäten, die über die Sicherung des Existenzminimums hinausgehen, werden von den einzelnen Haushaltsmitgliedern auch als wirtschaftlich selbstständige Individuen betrieben. Eheleute in traditionellen Eheformen betreiben „getrennte Kassen“, und Geldeinkommen, die über das zur Existenzsicherung nötige Mindestmaß hinausgehen, können auch individuell verbraucht werden.

- Eine Ehefrau wird nicht mit zur Verwandtschaft des Ehemannes gerechnet, da hierzu nur die Mitglieder der jeweiligen Lineage des Mannes gerechnet werden. Umgekehrt ist dies ebenso der Fall. Da die Frauen zumeist zu ihren Ehemännern ziehen, bleiben verheiratete Frauen „Fremde“ und werden auch häufig so behandelt.

- Kleinere, aber regelmäßige Ausgaben werden zumeist von den Frauen verwaltet, Männer sind für die größeren Ausgaben zuständig.

- Das heutige Bild einer erfolgreichen Frau im ländlichen Raum Westafrikas zeigt nicht die gewandte Politikerin oder erfolgreiche Wissenschaftlerin, sondern die erfolgreiche Produzentin und Händlerin. Eine eigene wirtschaftliche Karriere hat für Frauen in Westafrika aber häufig auch negative Konsequenzen, denn sie bedeutet vor allem einen Verlust an sozialer Sicherheit. Als Folge ihrer beruflichen Anerkennung fühlen sich die Ehemänner oft nicht mehr für ihre Familien verantwortlich, was zur Folge hat, dass die Frau auch die Beitragspflichten ihres Mannes zur Überlebensgrundlage übernehmen muss, d. h. konkret, für sich und ihre Kinder alleine sorgen muss.

- Kinder gehören in matrilinear organisierten Gesellschaften grundsätzlich zur Familie (Lineage) der Mutter, in patrilinearen Gesellschaften gehören sie mit zur Familie des Vaters, sofern das „Lobolo“ (Kindesgeld) entrichtet wurde. Dennoch besitzt auch in matrilinearen Gesellschaften der Vater eine gewisse rechtliche Hoheit über das Kind, so ist er bspw. für die Verheiratung seiner Kinder zuständig und es ist seine Pflicht, für seine Kinder, sobald sie das geschlechtsreife Alter erreicht haben, einen Ehepartner zu suchen. Auch für die Aktivitäten seiner Kinder ist in matrilinearen Gesellschaften der Vater verantwortlich. Verführt bspw. sein Sohn eine andere Frau und verlangt deren Vater Satisfaktion dafür, dann hat der Vater diese zu bezahlen. Umgekehrt kann er aber auch Satisfaktion beanspruchen, wenn seine Tochter von einem anderen verführt wurde, welcher ihm nicht genehm ist.

- Sobald Töchter in das heiratsfähige Alter kommen, werden ihnen Haushaltspflichten anvertraut. Sie verlassen diesen elterlichen Haushalt erst, wenn ein Ehemann für sie gefunden wurde. In der Regel wagt es eine junge Frau nicht, alleine den Haushalt zu verlassen.

- Speziell in patrilinear organisierten Gesellschaften hatte der Ehemann in der Vergangenheit das Recht, seine Gattin zu „vermieten“, d. h. im Falle, dass er ihr überdrüssig wurde, oder aus welchen Gründen auch immer, sie einem Dritten nach Belieben, selbstverständlich gegen eine entgeltliche Gegenleistung, zu überlassen. Diese Beziehungsform war oder ist zwar eine von der Gesellschaft sanktionierte Form einer Bindung zweier Individuen, jedoch gehören die aus einer solchen Verbindung hervorgegangenen Kinder dem „kulturellen Ehemann“, auch wenn der biologische Vater jemand anderes ist. Sie könnten aber die des biologischen Vaters werden, wenn dieser das „Lobolo“ an die Lineage des „kulturellen Ehemannes“ entrichtet hat.

## Heiratszahlungen

### Lobolo
Lobolo ist eigentlich ein Wort, das der Nguni-Sprache Südafrikas entstammt. Der Begriff hat sich jedoch zu Kolonialzeiten weitgehend über den gesamten schwarzafrikanischen Kontinent verbreitet, sofern dieser britisch verwaltet wurde. Er wurde und wird bis heute in Verbindung mit Hochzeitszahlungen häufig mit „Brautpreis“ oder „Kopfgeld“ übersetzt. Dies stellt allerdings eine Fehlinterpretation aufgrund mangelhafter Hintergrundkenntnisse dar, denn diese Art von Übersetzung suggeriert, dass sich ein Mann eine Ehefrau kaufen könne. Letzteres ist jedoch mitnichten der Fall.
Bereits Arthur Ffoulkes, der um die Jahrhundertwende vom 19. zum 20. Jahrhundert als Richter für die britische Kolonialverwaltung auf der Goldküste tätig war, erwähnt, dass der Brauch, eine Ehefrau durch Kauf zu erwerben, bei den Fantis unbekannt ist. Einzig im Falle, wenn ein Mann eine Sklavin heiratet, die er zuvor gekauft hat, wäre ein solcher Begriff gerechtfertigt, und dann aber auch nur zur Kennzeichnung des Kaufpreises und nicht für Heiratszahlungen. In diesem Sinne ist die obige Übersetzung „Brautpreis“, „Kopfgeld“ usw. irreführend.
Auch M. D. W. Jeffreys, welcher als Richter der britischen Kolonialverwaltung in Nigeria ab 1915 tätig war, betont, dass die Übersetzung „Brautpreis“ unkorrekt ist, da es sich rechtlich gesehen nicht um den Kauf einer Frau handelt, sondern um den Erwerb der Rechte über die Kinder einer Frau. „Kindesgeld“ wäre daher als Übersetzung angebrachter.
Die Nachkommenschaft einer Frau gehörte in matrilinearen Gesellschaften in der Vergangenheit zur Familie der Frau, solange nicht von der Familie des Ehemannes das „Lobolo“ bezahlt wurde. Erst danach gingen Rechte und Pflichten bezüglich von Kindern auf den Ehemann über.
Starb eine Frau kinderlos, so musste seitens ihrer Familie ein einmal bezahltes „Lobolo“ an die Familie des Witwers zurückerstattet werden.
Hat die Gruppe des Vaters über die Heiratszahlungen einmal mit der Entrichtung des „Lobolo“ die Rechte an einem Kind erworben, dann kann jedoch die Lineage der Braut mittels einer „Tamboba“-Zahlung ihr dieses Recht wieder entziehen bzw. die Rechte über ein Kind rückerwerben. So etwas geschieht vor allem dann, wenn beispielsweise das Kind plötzlich zu einem zukünftigen Nachfolger irgendeines Amtes oder Titels wird, bei dem die Nachfolge erblich geregelt ist und man dadurch einen Lineagewechsel, sprich den Verlust des Amtes bei der bisher besetzenden Lineage vermeiden will. Die Höhe einer „Tamboba“-Zahlung wird jedoch im Vorfeld einer Heirat bei den Zahlungsverhandlungen ausgehandelt und vertraglich festgesetzt.
Sofern zusätzlich zu den anderen Hochzeitszahlungen kein „Lobolo“ entrichtet wird, ist ein zukünftiges Recht an Kindern abhängig von der Eheform.
Insgesamt zeigt sich jedoch, dass eine „Lobolo“-Zahlung für eine traditionelle Eheschließung nicht zwingend notwendig ist, und auch umgekehrt kann eine „Lobolo“-Zahlung und damit eine Eigentumsübertragung bezüglich eines Kindes erfolgen, ohne dass dazu eine Ehe geschlossen werden muss.

### Brautpreis und Dankesgeld
Brodie Cruickshank, welcher als Offizier und späterer Gouverneur der britischen Kolonialverwaltung die Goldküste der 1820er/1830er beschreibt, erwähnt, dass auf der gesamten Goldküste ein einheitlicher „Brautpreis“ für alle Europäer existierte, wenn sie eine einheimische Frau heiraten wollten. Dieser bestand aus einer Unze Gold, einem Anker Brandy sowie aus Kleidung und Handelsware, ebenfalls im Wert von einer Unze Gold. An anderer Stelle erwähnt Cruickshank einen Preis zwischen 4½ Ackies Gold bis zwei Unzen Gold als akzeptierten Brautpreis. Der Preis wurde zumeist in Form von Waren entrichtet.
Bei den traditionell matrilinear organisierten Akan auf der Gold- und Elfenbeinküste ist in Verbindung mit einer Hochzeit die Zahlung des „Tiri nsa“ (Brautpreis, wörtl. „Kopf-Wein“; Fanti: „Etsir nsa“) als spezielle Form des „Aseda“ (Dankesgeld) üblich. Eine „Aseda“-Zahlung ist im Falle einer Hochzeit als ein symbolisches Dankeschön an die Brauteltern zu verstehen, weil sie eine solch nette Tochter in die Welt gesetzt haben. Es wird dabei jedoch betont, dass es nicht dazu dienen soll, die Eltern bzw. die Lineage der Braut reich zu machen. Traditionell bestand in historischer Zeit das „Aseda“ aus einer bestimmten Menge Palmwein oder Schnaps. Dieses Geschenk in Form eines alkoholischen Getränkes sollte vor allem dazu dienen, durch ein Trankopfer den Segen der Ahnen für die Neuvermählten zu erbitten.
Bei den Krobos im Hinterland der Accra-Ebenen ist das Überreichen eines Dankesgeldes („Nyasinameda“) ebenfalls Bestandteil hiesiger Hochzeitsbräuche. Dabei besteht das „Nyasinamida“ zumeist aus zwei Flaschen Schnaps (traditionell Rum), welche der Bräutigam den Eltern der Braut zu überreichen hat. Ein Teil dessen soll symbolisch einem Trankopfer für die Familiengottheit und für die Ahnen dienen. Erst nach Akzeptanz des „Nyasinamida“ ist es dem Bräutigam gestattet, seine Auserwählte mit zu sich in sein Haus nehmen.
Die Presbyterianische Kirche an der Goldküste verbot es allerdings im Jahre 1929 ihren Mitgliedern, Heiratszahlungen in Form von alkoholischen Getränken zu leisten. Stattdessen sollten hierzu bestimmte Geldbeträge entrichtet werden. Die Hälfte des „Tiri nsa“ sollte dabei an den Vater der Braut gehen, die andere Hälfte sollte zu gleichen Teilen unter den Repräsentanten der beiden Lineages aufgeteilt werden.
Auch wenn es unter den Fantis bspw. immer wieder betont wird, dass zumindest die nicht als Leihgabe im Rahmen der Hochzeitsgelder erfolgenden Zahlungen keineswegs den Sinn haben, den Vater der Braut reich zu machen, so hatte sich jedoch Ende des 19. und zu Beginn des 20. Jahrhunderts immer mehr die Tendenz eingebürgert, dass die Väter ihre Töchter als eine zusätzliche Quelle zur Vermehrung ihres Einkommens ansahen und ziemlich hohe Summen an Geld forderten, wenn um deren Hand angehalten wurde. Die Höhe der Geldforderung richtete sich dabei nach dem finanziellen Vermögen des Bräutigam-Anwärters, von dem man so viel wie möglich profitieren wollte, jedoch ohne ihn vollends mittellos zu machen. Bei einem unangemessen hohen Preis würde ohnehin die Lineage des Bräutigams ihre Zustimmung zur Hochzeit zurückziehen. Die Brautseite argumentiert dabei in der Regel, dass man mit dem Weggeben der Tochter ja viel verlieren würde, zumindest ihre im Familienrahmen erbrachten „Dienstleistungen“, und überhaupt sei der „Brautpreis“ ohnehin nur ein kleiner Bruchteil dessen, was eigentlich an Kompensation nötig wäre... usw. Aber daneben werden unverheiratete Söhne immer als eine mögliche Quelle für Gefahr angesehen, so dass von Seiten der Eltern des Bräutigams irgendwelche Hochzeitsbestrebungen zumeist intensiv gefördert werden, was in der Regel die finanzielle Unterstützung zwecks Begleichung der Brautpreis-Forderungen mit einschloss. Das wussten natürlich auch die Väter der Bräute und versuchten es für sich auszunutzen. Zu Zeiten der Jahrhundertwende vom 19. zum 20. Jahrhundert betrug die Höhe einer solchen Brautpreis-Zahlung auf der Goldküste zwischen 1 und 4 Ackies. Nach Bezahlung dieses Betrages galten die beiden Kinder als verlobt und ihr Zusammenziehen in einem gemeinsamen, eigenen Haushalt, die ihr aber erst nach vollzogener Hochzeitszeremonie gestattet wurde, vollendete schließlich die Hochzeit.
Sowohl bei den Santrokofi als auch bei den Akpafu, zwei benachbarten Gruppen der sog. Togo-Restvölker auf dem Territorium des heutigen Ghana, bestand im Jahre 1950 der eigentliche und allgemein einheitliche Brautpreis aus 4 £ + 10 s.

## Traditionelle Eheformen der Akan
Grundvoraussetzung aller traditionellen Eheformen bei den Akan ist die vorherige Zustimmung des Vaters der Braut. Jegliches Zusammenleben ohne diese Zustimmung galt auf der Goldküste als Konkubinatsbeziehung (s. u.). Im Falle, dass der Vater tot ist, übernimmt ein anderes Familienmitglied diese Vaterrolle und im äußerst unwahrscheinlichen Fall, dass die ganze Familie außer der Tochter erloschen ist, übernimmt der Häuptling die Elternrolle.

### Partnerwahl und Verlobung
Ein Mädchen konnte bei den Akan bereits während ihrer Kindheit einem Mann zur Ehe versprochen werden. Allerdings konnte eine solche Ehe erst nach der Initiationszeremonie des Mädchens geschlossen werden, durch welche das Mädchen den Status einer Frau erhielt. Eine solche Initiationszeremonie wurde in der Regel nach dessen erste Menstruationsblutung, jedoch nicht später als drei Jahre danach durchgeführt. War ein Mädchen nicht versprochen, dann war sie in der Vergangenheit mit dem Einsetzen ihrer ersten Regelblutung verpflichtet, in einer speziellen Art und Weise die Straßen entlang zu spazieren, womit die der übrigen Gemeinschaft anzeigte, dass ihr Frausein eingesetzt hat und sie nach dem (baldigen) Stattfinden der Initiationszeremonie heiratsfähig ist. Sexuelle Beziehungen zu Mädchen vor ihrer Initiation wurden früher mit dem Tode bestraft.
In Fante hatten in einem solchen Fall die Eltern des Jungen für den Unterhalt des Mädchens im Haushalt ihrer Eltern zu sorgen. Sobald jedoch Mädchen und Junge die Geschlechtsreife erreicht hatten, wurde die Verlobung vollzogen, indem beide Jugendlichen offiziell zusammenzogen. Bis zu diesem Zeitpunkt konnte die Verlobung seitens des Vaters des Jungen oder auch durch den des Mädchens wieder aufgelöst werden. Geschah ein solches durch den Vater des Jungen, dann war das sog. „consawment“-Geld (das Geld, was bislang zum Unterhalt des Mädchen aufgewandt worden war) verwirkt, war es der Vater des Mädchens, der die Verlobung löste, dann musste alles bislang seitens der Familie des Jungen für das Mädchen gezahlte Geld zurückerstattet werden.
Im Falle der Tochter einer königlichen Familie konnte diese zu einem beliebigen Mann versprochen werden, den sie sich in der Regel selber aussuchen durfte. Der Mann hatte dann diese Wahl in jedem Fall zu akzeptieren, sonst drohte ihm in der Vergangenheit die Todesstrafe. Wählte eine solche Prinzessin einen einfachen Bauern, was, wie es scheint, mitunter vorkam, dann wurde dieser umgehend zum Häuptling befördert, mit allen Rechten, die dazugehörten. Auch weitere Frauen durfte er haben, jedoch wenn die Prinzessin irgendeine Abneigung gegenüber einer dieser Mitfrauen entwickelte, dann brauchte sie ihm nur befehlen, dass er die betreffende Person wegschicke und der Mann musste der Aufforderung unter Androhung der Todesstrafe nachkommen.
Der Brauch, Mädchen bereits während ihrer Kindheit zu verloben (natürlich ohne jedweden Geschlechtsverkehr zuzulassen) wurde z. B. in Akim-Abuakwa seitens des „Okyeam Council“ im Jahre 1918 offiziell verboten und für abgeschafft erklärt.

### Adehye awadie
andere Namen hierfür: „Hunu awadie“; Fante: „Odehye awar“

Bei dieser Heiratsform handelte es sich in historischer Zeit um die Standardform einer Eheschließung zwischen einem freien Mann und einer freien Frau. Die Heirat wurde dabei formell mit der Zahlung des Brautpreises „Tiri nsa“ (wörtl. „Kopf-Wein“) und dem „Aseda“ („Dankesgeld“) bestätigt. Früher waren „Tiri nsa“ und „Aseda“ zwei verschiedene Zahlungen, heute gilt z. B. in der Ashanti Region eine „Tiri nsa“-Zahlung auch gleichzeitig als „Aseda“.

#### Charakteristika
Im speziellen Falle einer „Adehye awadie“-Ehe kann die Familie der Frau neben der „Tiri nsa“-Zahlung vom Ehemann noch eine weitere Zahlung verlangen, das „Tiri sika“, was mit „Kopfgold“ übersetzt werden kann. Diese Zahlung gilt als Leihgabe auf unbestimmte Zeit und daneben als Unterpfand für die Treue der Frau. Im Falle des Todes der Frau oder im Falle einer Ehescheidung musste das „Tiri sika“ zurückerstattet werden. Beim „Tiri sika“ handelte es sich in der Regel um sehr hohe Geldbeträge, die umso höher waren, je mehr die Lineage der Frau ein Interesse am Fortbestehen der Ehe hatte. War einmal eine „Tiri sika“-Zahlung erfolgt, so war es der Ehefrau kaum noch möglich, ihren Mann ohne weiteres wieder zu verlassen. Aufgrund dieser Zahlungsverpflichtung wachte in der Regel ihre Lineage auch im verstärkten Maße darüber, dass die Frau ihren ehelichen Pflichten nachkam.
Allein die Zahlung des „Tiri nsa“ (oder „Etsir nsa“ oder wie auch immer die Bezeichnung lautet) genügt jedoch, um den Ehevertrag zwischen den Lineages der beiden Ehegatten zu bekräftigen, mit dem der Ehemann exklusive sexuelle Rechte über seine Frau erwirbt. Der Ehemann hat damit außerdem auch ein Recht auf die Arbeitsleistung seiner Frau im häuslichen und gewerblichen Bereich sowie auf eine solche seitens der gemeinsamen Kinder.
Die Frau ist in einer solchen Ehe für die Haushaltsführung verantwortlich und verpflichtet, das landwirtschaftlich genutzte Land ihres Mannes zu bearbeiten. Den auf diesem Land erwirtschafteten Überschuss hat sie dann auf dem Markt zu verkaufen, wobei der dadurch erwirtschaftete Profit wieder an ihren Ehemann geht. In ihrer freien Zeit kann die Ehefrau dann, wenn sie es möchte, auf dem von ihrer Lineage zur Verfügung gestellten Land arbeiten, wobei der hierbei erzielte Erlös der Frau allein gehört. Weder der Ehemann als auch andere ihrer Lineage-Verwandten haben irgendwelche Anrechte auf den in dieser Art erzielten Erlös.
Der Ehemann dagegen ist in einer „Adehye awadie“-Ehe verpflichtet, seine Frau und seine Kinder mit Nahrung, Kleidung und Wohnraum zu versorgen. Daneben ist er auch verpflichtet, für seine Frau und Kinder im Krankheitsfall zu sorgen und er muss auch für die Schulden seiner Frau aufkommen. Auch hatte die Ehefrau Anspruch auf sexuelle Befriedigung und dem Ehemann ist es untersagt, ohne ihre Einwilligung eine weitere Frau zu heiraten.
In vorkolonialer Zeit hatten weder der Ehemann noch die Ehefrau in einer „Adehye awadie“-Ehe irgendwelche Ansprüche auf das Eigentum des Ehepartners. Das Eigentum des Partners wurde immer nur innerhalb des Lineage-Segmentes des Ehepartners weitervererbt.

#### Scheidung
Jeder Ehepartner hatte ein Recht darauf, bei wiederholten Verfehlungen des Partners die Scheidung zu verlangen. Ein Mann konnte sich in vorkolonialer Zeit von seiner Frau scheiden lassen, wenn sie Hexerei betrieb, wenn sie sich ihm oder seiner Verwandtschaft gegenüber respektlos verhalten hatte, wenn sie ihre Haushaltspflichten nicht erfüllte, wenn sie Ehebruch begangen hatte oder wenn sie unfruchtbar war.
Eine Frau konnte dagegen die Scheidung verlangen, wenn der Mann seinen Unterhaltspflichten nicht nachkam, seine Ehefrau vernachlässigt oder misshandelt hatte, oder wenn der Mann impotent war.
Die Auflösung einer Ehe setzte in allen Fällen der Zustimmung beider Lineages voraus, die jedoch zunächst erst noch einmal den Versuch unternahmen, die Ehepartner wieder zu versöhnen. Die einzigen Gründe, die zu einer sofortigen Auflösung der Ehe führten, waren Unfruchtbarkeit der Frau, die Sterilität des Mannes sowie die sexuelle Vernachlässigung der Frau.
Wurde eine Ehe aus dem Verschulden der Frau heraus geschieden, musste das „Tiri nsa“ von der Familie der Ehefrau zurückgezahlt werden, ebenso ein eventuell gezahltes „Tiri sika“. Auch im Falle des Todes des Ehemannes musste das „Tiri nsa“ zurückgezahlt werden unter der Voraussetzung, dass die Ehe kinderlos geblieben war. Sind jedoch aus der Ehe Kinder hervorgegangen, so kann die Witwe das „Tiri nsa“ weiter behalten und zum Wohle ihrer Kinder verwenden.
Mitunter kam oder kommt es vor, dass von Seiten der Braut-Familie auf „Tiri nsa“-Zahlungen verzichtet wird, weil man damit sicherstellen will, dass ihre Tochter, im Falle, dass sie von ihrem Ehemann oder dessen Angehörigen schlecht behandelt wird, jederzeit zu ihrer Familie zurückkehren kann, ohne dass diese aufgrund des Rückzahlungszwanges in finanzielle Schwierigkeiten gerät.

### Mpena awadie
andere Namen hierfür: Fante: „Nwewe awar“

Bei dieser Art einer ehelichen Verbindung lebt das Ehepaar ständig und dauerhaft zusammen, ohne jedoch, dass eine Tiri nsa-Zahlung sowie die im Rahmen der Heiratsverhandlungen zu entrichteten Zahlungen geleistet wurden. Für die Rechtsgültigkeit einer solchen Ehe ist jedoch die Zustimmung der jeweiligen Eltern notwendig.
Kinder die aus einer Mpena awadie-Ehe hervorgehen, sind jedoch den Kindern, welche aus einer Adehye awadie-Ehe stammen, gleichgestellt.
Für die Frau hat eine Mpena awadie-Ehe durchaus ihre Vorteile. Sie kann ihren Partner verlassen, ohne dass ihre Lineage irgendwelche Zahlungen zurückerstatten muss. Der Mann besaß keine exklusiven Rechte über die Sexualität der Frau und kann im Falle eines Ehebruches auch keine Entschädigung verlangen. In einer solchen Verbindung tragen beide Partner zu den Unterhaltskosten eines gemeinsamen Haushaltes bei. Hierin unterscheidet sich allerdings Mpena awadie-Ehe streng von einem Konkubinat oder einer prostitutionsähnlichen Beziehung.
Eine eventuelle Scheidung des Ehepaares erforderte bei einer Mpena awadie-Beziehung nicht, dass sich die beiden Lineages der Angelegenheit annehmen, sondern die alleinige Entscheidung des Paares genügt hierfür.

### Sororat
Als Sororat wird bei den Akan die Regelung verstanden, dass ein Mann nach dem Tode seiner Frau eine ihrer Schwestern oder weiblichen Blutsverwandten heiratet. In Asante war das Sororat jedoch nur Häuptlingen vorbehalten, dem gewöhnlichen Aschanti war ein solches verboten. Letzterer durfte weder gleichzeitig noch nachfolgend mit zwei Schwestern verheiratet sein.
Jeder Akan-Häuptling hat in der Regel eine gewisse Anzahl von „Stuhlfrauen“, welche ihm von verschiedenen, ihm untergebenen Lineages zu Ehefrauen gegeben wurden. Starb nun eine dieser Frauen, so musste sie seitens ihrer Lineage durch eine ihrer Schwestern oder durch ein anderes Mädchen ihrer Lineage ersetzt werden.
Traten in einer Lineage Zwillingsschwestern auf, waren sie bereits ab ihrer Geburt als zukünftige Ehefrauen des Häuptlings prädestiniert und wurden auch bereits frühzeitig auf diese Rolle vorbereitet. In einem solchen Fall war dann der Häuptling mit den beiden Schwestern gleichzeitig verheiratet.
Beim Tod einer kinderlos gebliebenen Frau, konnte die Lineage der Frau, insofern es gesellschaftlich zulässig war, um die Rückzahlung des „Lobolo“-Geldes zu vermeiden, das Nachrücken einer Schwester oder nahen Blutsverwandten der Verstorbenen vorschlagen. Im Falle eines solchen Nachrückens der Schwester oder Verwandten als Ehefrau waren keine erneuten Heiratszahlungen, einschließlich eines erneuten „Lobolo“-Geldes für deren Kinder erforderlich, aber in der Regel erfolgte trotzdem eine großzügige Zahlung als Dankesgeld an die Lineage der Frau.

#### Ayetsew
Die bei den Fantis als Ayetsew bezeichnete Heiratsform kann man als lokale Variante einer Sororatsehe ansehen. Im Gegensatz zu den Aschanti war bei den Fantis das Recht zum Sororat jedoch nicht nur auf Häuptlinge beschränkt, sondern für jeden freigegeben, der es sich leisten konnte. Das charakteristische Merkmal einer Ayetsew-Ehe ist die Regelung, dass beim Tode der Ehefrau, diese durch eine andere Frau der gleichen Abusua (matrilineare Lineage) der verstorbenen Frau ersetzt wurde.
Im Falle des Todes des Ehemannes setzte dessen Ersatz durch seinen Bruder oder maternalen Neffen den Status einer Leviratsehe voraus.
Natürlich war das Eingehen einer solchen Ayetsew-Ehe mit Tiri sika- und anderen Zahlungen in beträchtlicher Höhe verbunden.

### Levirat
andere Namen hierfür: Fanti: „Okuranba“

Das Levirat ist eine Eheform, bei der ein Mann mit der Ehefrau seines verstorbenen Bruders verheiratet wird. Haben sich die Familien der bisherigen Ehepartner auf eine Leviratsehe geeinigt, so ist es für den Bruder Teil seiner Pflicht, die Witwe zu heiraten. Seitens seiner Familie wird insbesondere dann großen Wert darauf gelegt, wenn der Bruder kinderlos verstorben war, um dadurch die Zeugung eines Erben für den Verstorbenen zu fördern. Diese Neuverheiratung ist nicht mit der Verpflichtung zur erneuten Zahlung von Hochzeitsgeldern verbunden. Der Nachrückende gilt dann lediglich als Stellvertreter seines Bruders, der dessen Frau „übernimmt“.
Ist kein Bruder vorhanden, dann kann auch der maternale Neffe (der älteste Sohn der Schwester) als rechtmäßiger Haupterbe seines Onkels (wofa) eine Leviratsehe mit der Witwe (oder den Witwen) eingehen.
Ist ein Bruder vorhanden, hat dieser den Vorrang vor dem Neffen und bei mehreren Brüdern hat der älteste das Vorrecht. Im Falle, dass ein Neffe (Awofasepenyin) nachrückt, so hat dieser aus seiner Position heraus jedoch eine breitere Wahlmöglichkeit, als ein eventuell nachrückender Bruder. Er kann nämlich im Falle, dass der Verstorbene eine Tochter hinterlässt, wählen zwischen der Witwe und ihrer Tochter. Beide zusammen heiraten darf er jedoch nicht, er muss sich für eine von beiden entscheiden. Ein nachrückender Bruder hat jedoch keine Wahlmöglichkeit, er muss die Witwe ehelichen.

### Konkubinat
Konkubinage, d. h. das freiwillige Zusammenleben zweier Personen verschiedenen Geschlechts ohne formell erfolgter Eheschließung, war früher auf der gesamten Goldküste allgemein verbreitet und gesellschaftlich respektiert.
Bei den Fantis bestand der Unterschied zwischen Konkubinage und Ehe vor allem darin, dass ein verheirateter Mann im Falle des Ehebruchs seiner Frau eine „Mpata“, d. h. Satisfaktionszahlung, verlangen konnte, wozu er im Fall einer Konkubine nicht das Recht hatte. Generell war bei einer Konkubinatsbeziehung keiner der beiden Partner für ein eventuelles Fehlverhalten des jeweils anderen Partners verantwortlich zu machen. Jeder konnte jederzeit den anderen verlassen, aber dennoch war es in der Vergangenheit nicht unüblich, dass ein Paar auf diese Weise sein ganzes Leben zusammen lebte, dessen einzige Bindung ein Band der gegenseitigen Zuneigung war.
Das entscheidende Wesensmerkmal einer Konkubinage in Abgrenzung zu den anderen Eheformen auf der Goldküste besteht in der nicht benötigten Zustimmung des Vaters der Braut. Es kam jedoch nicht selten vor, dass ein Vater oder die übrige Familie ihre Zustimmung aus Gründen persönlicher Abneigung verweigerte, aber in der Regel gab man sie dann früher oder später doch, spätestens wenn aus dieser Beziehung heraus ein Kind unterwegs war. Allerdings schließt das dann auch die Geschenke mit ein, die zur Legalisierung einer Ehe notwendig sind, mitunter ergänzt durch ein Satisfaktionsgeld für den Vater der Braut.
Ein weiteres Unterscheidungsmerkmal zwischen Ehefrau und Konkubine bei den Akan ist das Handeltreiben auf eigene Rechnung. Ehefrauen können auf den Markt gehen und entweder im Namen und auf Rechnung ihres Ehemannes Handel treiben oder auf eigenen Namen und Rechnung. Der in ihrem eigenen Namen erwirtschaftete Erlös gehört in jedem Fall ihr allein, da auf der Goldküste getrennte Kassen, auch unter Eheleuten, üblich sind. Allerdings ist dafür der Mann auch nicht für die Schulden, die seine Frau gemacht hat, verantwortlich. Zudem geht er auch, sollte die Frau sterben, als Erbe leer aus, alles persönliche Eigentum der Frau geht dann auf die Kinder und/oder Neffen und Nichten über. Einer Konkubine war es auf der Goldküste in der Vergangenheit nicht gestattet, auf eigenem Namen und in eigener Rechnung Handel zu treiben. Sie war in jedem Fall verpflichtet, für ihren Mann und Ernährer zu handeln.
Im Allgemeinen haben Ehefrauen auch eine respektiertere Stellung im gesellschaftlichen Gefüge gegenüber Konkubinen. Eine Konkubine wird in der Fanti-Gesellschaft eher als „Yanku“ (Freundin) oder „Wewi“ (Liebhaberin) angesehen, eine rechtmäßige Ehefrau wird dagegen als „Wuyen“ oder „Oyir“ (Ehegattin) bezeichnet.
Im 17. Jahrhundert galten Konkubinen als Leibeigene des Mannes, bei dem sie lebten. Es war in der Vergangenheit nicht unüblich, dass auch verheiratete Männer noch zusätzlich eine oder mehrere Konkubinen in ihren Haushalten hatten. Allerdings setzte dies das Einverständnis der Ehefrau voraus. Kochen, das heißt die Zubereitung des täglichen Hauptessens, was bei den Fantis in Cape Coast gleichbedeutend ist mit der Rolle der Bettgenossin des Ehemannes für diesen Tag, durfte eine Konkubine jedoch nur auf Einladung der Ehefrau. Im Falle des Bekanntwerdens, dass der Ehemann mit einer Konkubine heimlichen Verkehr hatte oder er mit ihr gegen den Willen seiner Frau Geschlechtsverkehr hatte, musste dieser sie immer wieder „beruhigen“ - mit entsprechenden Geschenken versteht sich. Die Anwesenheit einer Konkubine schien jedoch in der Vergangenheit die Ehefrauen nicht unbedingt entmutigt zu haben, solange sie noch selbst einen gewissen Anteil an der Aufmerksamkeit ihrer Ehemänner besaßen.
Was immer ein Mann seiner Konkubine im Verlaufe des Bestehens einer Beziehung an Gütern gegeben hat, ist in ihren persönlichen Besitz übergegangen und kann nicht zurückgefordert werden im Falle, dass die Frau ihn verlässt oder stirbt. Die Kinder, die aus einer Konkubinatsbeziehung hervorgehen, gehören zur Familie der Kindesmutter.

### Heirat einer Sklavin
Bei den Fantis in Cape Coast war es in der Vergangenheit möglich, dass ein Mann eine Sklavin heiraten konnte, die er zuvor käuflich erworben hatte. Die Frau gehörte dann in Anschluss dessen mit zu seiner Familie, d. h. zur sich matrilinear definierenden Blutsverwandtschaft. Hierzu musste er sie zuvor seiner Mutter übergeben und der Mutter das übliche „Etsir nsa“ bezahlen, so als wäre sie die leibliche Mutter der Frau. Dies ist übrigens auch die einzige Ausnahme, bei der ein Fanti mit einem Mitglied seiner eigenen Familie verheiratet sein durfte, ansonsten waren Familienmitglieder als Ehe- und Sexualpartner tabu.
In Yankumase (Fanti-Land) musste der Mann im Fall einer Heiratsabsicht zusammen mit der Sklavin vor das Dorfoberhaupt und den Ältestenrat treten. Nachdem er den Ältesten seine Absicht erklärt hatte und diese ihr Einverständnis gegeben hatten, musste er das sonst übliche „Etsir nsa“ an das Dorfoberhaupt bezahlen. Nach erfolgter Zahlung waren die übrigen Familien- und Dorfmitglieder verpflichtet, die Frau als rechtmäßige Ehefrau zu respektieren. Manchmal respektierte man eine Sklavin als Ehefrau sogar mehr, als eine freigeborene Gattin, denn alle Nachkommen der Sklavin gehörten unweigerlich zur Familie des Ehemannes, d. h. eventuelle Kinder waren nach ihrer Geburt automatisch Familienmitglieder der matrilinearen Blutslinie des Ehegatten, ohne dass hierzu das Lobolo entrichtet werden musste. Auch eine Rückübertragung dieser Rechte auf die Blutslinie der Mutter war in diesem Fall ausgeschlossen, auch wenn der Status der Kindesmutter nur der einer temporären Pfandsklavin o. ä. gewesen war.

### Hochzeitsbräuche bei den Baulé
Die Baulé im Zentralgebiet der Elfenbeinküste, die zu großen Teilen von ihrer Herkunft her Aschanti, d. h. Akan, sind, haben im Gegensatz zu anderen Akan-Völkern, keine besonderen Hochzeitsbräuche und -riten. Es spielt in der Regel auch keine besondere Rolle, ob man verheiratet ist oder nicht, wenn man enge Beziehungen zueinander unterhält. In der Regel genügt es, wenn der Bräutigam ein kleines Präsent macht an den Vater oder die Mutter seiner vorgesehenen Braut. Dieses Präsent besteht in der Regel in einer bestimmten Summe Geld sowie einer gewissen Menge Schnaps, von denen ein Teil als Opfergabe für die Ahnen der Braut bestimmt ist. Sobald Geschenk und Schnaps überreicht sind, wird die Braut übergeben und der Bräutigam kann seine Braut mit sich nehmen, wohin auch immer es ihm beliebt und sie gemeinsam leben wollen. In der Regel hat die Braut dabei keinerlei Stimm- oder Einspruchsrecht, was die Frage ihrer Verheiratung anbelangt, sofern es ihr Vater, der für Hochzeitsangelegenheiten zuständig ist, nicht von sich aus zulässt.
Polygynie ist im Baulé-Land allgemein anerkannt, wird aber nur sehr selten praktiziert, da die meisten der hiesigen Einwohner, die ohnehin zumeist nur von landwirtschaftlichem Feldbau leben, viel zu arm sind, um mehrere Frauen ernähren und unterhalten zu können.

### Ausschlussregeln bei Akan-Ehen
Bei den Akan gelten innerhalb eines matrilinearen Abusua-Familienclans als auch innerhalb einer patrilinearen Ntoro-Gruppierung strenge Exogamieregeln bei der Wahl eines Ehe- oder Sexualpartners.
Innerhalb eines matrilinearen Akan-Clans darf ein Mann unter gar keinen Umständen folgende Personen heiraten oder sexuelle Beziehungen zu ihnen aufnehmen:
1. alle Frauen, die der eigenen Abusua angehören, Ausnahme in früheren Zeiten: eine geehelichte Sklavin, obwohl sie trotz ihres fremden Blutes automatisch mit zur Familie gehörte
2. Schwester, auch eine Stiefschwester nicht, die eventuell nicht mit zur Abusua gehört
3. Schwester der Mutter, Tochter der Schwester der Mutter, Enkelin der Schwester der Mutter
4. Tochter der Schwester
5. Tochter der Schwester des Vaters (ausgenommen in Denkira, hier war die Heirat mit der Tochter der Schwester des Vaters erlaubt)
6. die eigene Stieftochter, auch nach dem Tode ihrer Mutter nicht
7. die Frau oder Tochter des Bruders (ausgenommen dessen Frau bei einer Leviratsehe)
8. die Schwester seiner Ehefrau oder die Parallelcousine seiner Ehefrau (Stirbt die Ehefrau eines Mannes, kann er in allgemeinen keinerlei Ansprüche auf die weiblichen Mitglieder der Blutslinie seiner Frau erheben, was auch sexuellen Umgang und eventuelle Heiraten ausschließt. In manchen Regionen, wie z. B. in Assin wird dies aber erlaubt, in diesem Falle muss dazu jedoch der Vorschlag seitens der Familie der Frau erfolgen. Eine Ausnahme bildet die Sororatsehe, die jedoch nur Häuptlingen vorbehalten ist. Im Falle des Bestehens einer Sororatsehe erfolgt ein Nachrücken der Schwester oder einer anderen weiblichen Blutsverwandten automatisch. In früheren Zeiten waren in den Akan-Gesellschaften weibliche Zwillinge automatisch für eine Sororatsehe mit dem Häuptling prädestiniert. Der Häuptling war dann mit beiden Zwillingen gleichzeitig verheiratet.)
9. Eine Witwe darf nicht den Ehemann ihrer Schwester heiraten (auch nach deren Tod nicht), obwohl sie ihn genauso nennt, wie ihren verblichenen Ehemann zu  dessen Lebzeiten: Okunu. Sie kann aber den Sohn der Schwester oder des Bruders ihres verstorbenen Ehegatten heiraten.
10. kein richtiges Verbot, aber nicht gern gesehen: der sexuelle Umgang oder gar die Ehe mit einer Ausländerin

Verstöße gegen klare Tabuverbote wurden früher mit dem Tode bestraft.
Innerhalb einer patrilinearen Ntoro-Gruppierung der Akan sind folgende Personen als Sexualpartnerinnen tabu:
1. Schwester des Vaters
2. Tochter des Bruders des Vaters, Tochter des Sohnes des Bruders des Vaters
3. Tochter des Sohnes
4. alle Frauen, die derselben Ntoro angehören

(Letzteres scheint jedoch nicht bei allen Akan-Völkern der Fall zu sein. In Akwamu bspw. spielt die Ntoro-Zugehörigkeit bei Eheschließungen keine besondere Rolle.)
Obwohl nicht ausdrücklich als Ausschlussregel sowohl bei der Abusua als auch bei der Ntoro genannt, gelten sexuelle Beziehungen zu den folgenden Personen allgemein als Tabu oder werden zumindest mit großer Abscheu betrachtet:
1. die Tochter der Tochter
2. die Tochter der Tochter der Tochter
3. die paternale Großmutter, die paternale Großtante
4. vorpubertäre Mädchen allgemein (d. h. Mädchen, bei denen die Initiationszeremonie noch nicht durchgeführt wurde)

Besonders im letzteren Fall wurde früher ein Verstoß unweigerlich mit dem Tode bestraft.

## Hochzeitsbräuche bei den Krobo
Bei den Krobos im Hinterland der östlichen Goldküste besteht eine Hochzeit nach einheimischem Recht aus sechs Hauptschritten:
1.) Das „Agbosomi“
(wörtlich übersetzt: „Anklopfen“, im übertragenen Sinn: „Einführung des Bräutigams“)
Der Bräutigam tritt an die Eltern der Braut heran und bittet darum, ihre Tochter heiraten zu dürfen. Bei der Gelegenheit stellt er sich vor und überreicht den Eltern der Braut ein kleines Geschenk, das „Anklopf-Geschenk“, das in der Regel aus einer Flasche Schnaps (Rum) besteht.
2.) „Das Yesibimi“
(das „der Dame den Hof machen“)
Das „Yesibimi“ ist unterteilt in drei verschiedene Bräuche:
2.a) Das „Sehem“,
d. h. das Erwerben eines Platzes in der Familie des Mädchens. Ein solcher Platz gibt dem Bräutigam das Recht, in das Haus des Mädchens zu kommen, wann immer er möchte.
2.b) Das „Edzehesi“,
d. h. das „Schauen“ (in Form von Erkundigen, Sorge tragen usw.) nach der Familie des Mädchens, was aber ungefähr dasselbe ist, wie das „Sehem“. Der Mann zeigt den Eltern der Braut, wie sehr er das Mädchen liebt.
2.c) Das „Yobami“,
d. h.das „Entleihen“ oder „Ausleihen“ des Mädchens.
Das „Yobami“ verleiht dem Bräutigam das Recht, das Mädchen mitzunehmen, wenn er irgendwo anders hin geht, bspw. mit auf eine Reise. Im Falle, dass er das tut, haben die Eltern kein Recht darauf, Einspruch zu erheben und dem Mädchen eine Mitgehen zu verbieten. Voraussetzung ist natürlich das Einverständnis des Mädchens. Das „Yobami“ ist im weitesten Sinne als Sicherungsmaßnahme für den Bräutigam gedacht. Sollte nämlich das Mädchen in Begleitung des Bräutigams außerhalb der elterlichen Wohnung sterben, ohne dass diese ihm zuvor den „Yobami“-Status verliehen haben, würden die Eltern des Mädchens dem Bräutigam eine Geldstrafe auferlegen, die zumeist eine sehr hohe Summe darstellt. Andererseits kann der Bräutigam, auch wenn der nicht den „Yobami“-Status hat, trotzdem jederzeit kommen und mit der Braut irgendwohin gehen.
Zu allen drei dieser hochzeitsvorbereitenden „Sehem“-Bräuche kann seitens der Brauteltern die Überreichung von Geschenken eingefordert werden, die in der Regel aus jeweils zwei Flaschen Schnaps (Rum) bestehen.
3.) Das „Nyasinamida“,
d. h. das „Dankesgeld“.
Wenn die Brauteltern den Schnaps akzeptiert haben und bereit sind, ihre Tochter dem Bräutigams-Anwärter zur Frau zu geben, muss der Bräutigam noch ein weiteres Geschenk machen as Dankesgeld, das zumeist in zwei zusätzlichen Flaschen Schnaps (Rum) besteht. Die Akzeptanz des „Nyasinamida“ verleiht dem Bräutigam das Recht, die Braut mit in sein Haus zu nehmen, obwohl er formell erst einen Teil der Hochzeitsbräuche absolviert hat.
4.) Das „Fia“,
d. h. die „feierliche Einführung“.
Dies ist der wichtigste Schritt unter den Hochzeitsbräuchen der Krobos. Die Durchführung dieses Brauches obliegt zwei ausgewählter älterer Frauen, deren Ruf als Ehefrauen und Mütter ohne Makel sein muss. Die eine repräsentiert dabei die Familie des Bräutigams, die andere die der Braut. Diese beiden Frauen begeben an einem zuvor bestimmten Sonntagmorgen in der Frühe zum Hause der Braut, um hier die „Fia“-Zeremonie durchzuführen, wodurch Braut und Bräutigam zu Ehefrau und Ehemann werden. Auch wird hierbei die gesamte versammelte Familie der Braut einer nach dem anderen gefragt, ob sie irgendetwas gegen diese Ehe einzuwenden haben oder ob sie irgendwelche Beschwerden gegen den jungen Mann oder dessen Familie vorzubringen haben. Wenn kein Einspruch erhoben wird, vollziehen die beiden Frauen das „Fia“-Ritual.
Zunächst bietet der Bräutigam zwei Flaschen Wein und etwas Geld der Repräsentantin seiner Familie an. Hiervon ist die Hälfte, d. h. eine Flasche Wein und die Hälfte des Geldes, für die Repräsentantin der Braut und ihrer Familie bestimmt, es wird aber zunächst beiseitegelegt. Die beiden Repräsentantinnen nehmen daraufhin eng aneinandergerückt Platz, pressen ihre Knie aneinander und verhaken zwei zu Haken gekrümmte Finger miteinander. Die Repräsentantin der Braut und ihrer Familie wird dann die Repräsentantin der Familie des Bräutigams fragen: „Was willst du von mir?“ Diese wird daraufhin antworten: „Ich möchte, dass du mir deine Tochter, (Name), in Hochzeit gibst.“ Die andere wird daraufhin antworten: „Ich gebe sie dir. Fia-fia-fia; fia-fia-fia; fia-fia-fia“. Der dreifache Ausdruck „fia-fia-fia“ bedeutet dabei: „ganz und mit aller Freude“ (oder „... allen Freuden“ oder „... allem Wohlwollen“) Die Repräsentantin der Braut ergreift daraufhin das bereitliegende Geld und wirft Hälfte davon zu der anderen Repräsentantin. Die beiden werden dann zusammen ein Blatt halten und es in zwei Hälften zerschneiden. Jede der Repräsentantinnen wirft daraufhin ihren Teil des Blattes zu der jeweils anderen. Dies hat die Bedeutung, dass die Familie der Braut von nun an nicht mehr für das Wohlergehen der Braut Sorge zu tragen hat. Sie ist von nun und für alle Zeit an das Eigentum des Mannes.
Die Bedeutung des „Fia“ besteht vor allem in dem Fakt, dass alle Kinder, die dem Ehemann von der Frau nach Vollendung des „Fia“ geboren werden, rechtlich das Eigentum des Ehemannes darstellen. Im Gegensatz dazu sind die geborenen Kinder ohne Vollzug des „Fia“ das Eigentum der Familie der Mutter.
5.) Die Belehrung
Die Eltern der Braut informieren schließlich den Bräutigam, dass, wenn er an ihr irgendeine Unreinheit entdeckt oder wenn ihr Charakter nicht zu ihm passt, sie nicht einfach aus dem Haus werfen solle, damit sie woandershin verschwinde, sondern er muss sie zu ihnen zurückbringen.
6.) Die Mitgift
Das Paar gilt nun in aller Form des Gesetzes als verheiratet, aber wenn der Ehemann finanziell gut besattelt ist, kann er auch eine Art Aussteuer übernehmen. Erst durch diese Aussteuer sind die Hochzeitsbräuche bei den Krobo vollends vollzogen. Aber es kann auch auf Monate oder Jahre nach der „Fia“ aufgeschoben werden, je nach finanziellem Vermögen des Ehemanns. In der heutigen Zeit wird, sofern man nicht nach europäischem Muster heiratet, mehr Betonung auf die Mitgiftheirat gelegt, weil es erst die Mitgift ist, welche eine Hochzeit nach Eingeborenenrecht vollendet. Überdies werden von den Behörden einzig für Mitgiftheiraten auch Zertifikate ausgestellt.

## Hochzeitsbräuche bei den Völkern der Nordterritorien

### Allgemeine Ausschlussregeln
Bei vielen Völkern in den Nordterritorien der Goldküste bestehen auch heute noch hinsichtlich der Partnerwahl strenge Exogamieregeln im Rahmen eines patrilinearen Clans. In der Regel ist es verboten, ein Mitglied desselben Clans zu heiraten. Manchmal scheint man jedoch Ausnahmen diesbezüglich zuzulassen. Ohnehin besteht innerhalb einer Dorfgemeinschaft die Tendenz zur exogamen Heirat, d. h. es gilt als besser, eine Frau aus einem anderen Dorf zu heiraten, als eine aus demselben Dorf. Das war nicht immer so, aber in früheren Zeiten war der zwischendörfliche Verkehr aufgrund ständiger Kriegszüge häufig eingeschränkt, so dass vielerorts die endogame Ehe vorherrschend war. Allerdings ist es bei zahlreichen Völkern der Nordterritorien verboten, ethnische oder gar rassische Ausländer zu heiraten. So sind z. B. bei den Sisala interkulturelle Heiraten mit den unter ihnen lebenden muslimischen Fulanis verboten.

### Eheregelung bei den Sisala
Bei den Sisala hat ein Ehemann nach vollzogener Heirat „Brautdienst“ zu leisten. Ein solcher Brautdienst besteht in der Verpflichtung seitens des Ehemannes und seiner Brüder, sowie auch als moralische Verpflichtung seiner engsten Freunde, der Ehefrau bei bestimmten Aufgaben zu helfen, wie z. B. beim Hausbau, bei sehr arbeitsintensiven landwirtschaftlichen Aktivitäten oder in schwerwiegenden Problemsituationen.

## Hochzeitsbräuche der Togo-Restvölker

### Hochzeitsbräuche bei den Santrokofi und Akpafu
Sowohl bei den Santrokofi als auch bei den Akpafu, zwei benachbarten Gruppen der sog. Togo-Restvölker auf dem Territorium des heutigen Ghana, waren und sind Kinderverlöbnisse die Regel und vom Zeitpunkt des Versprechens an wurde vom zukünftigen Ehemann erwartet, dass er der Familie seiner Zukünftigen einmal im Jahr Geschenke machte, vor allem in Form von Palmwein und Yams. Auch anlässlich ihrer Initiation werden die Mädchen von ihren zukünftigen Männern vor allem mit Geld und Palmwein beschenkt und er erhält dafür von seiner zukünftigen Braut etwas Reispudding. Läuft nach der Hochzeit die Braut ihrem Ehemann davon, ist die Familie der Frau aufgefordert, dem Mann sämtliche Geschenke zurückzuerstatten. Bei den Akpafu soll jedoch früher der Brautpreis nicht zurückgefordert worden sein. Ein begangener Ehebruch der Frau durfte früher vom Bruder des Mannes gerächt werden.
Auf eine voreheliche Keuschheit der Braut wird zumindest bei den Akpafu streng geachtet, er war allerdings kein Tabu.
Kreuzcousinenheiraten sind sowohl bei den Santrokofi als auch bei den Akpafu unbekannt. Jedoch durften Cousin und Cousine heiraten, wenn ihre Eltern Stiefgeschwister waren, d. h. zwar denselben Vater, nicht aber disselbe Mütter besaßen.

### Hochzeitsbräuche bei den Akebou

#### Partnerwahl
Bei den Akébou, einem der Togo-Restvölker, galt das Gebot, dass wenn jemand die Frau aus einem anderen Dorf oder gar von einem anderen Stamm heiraten wollte, dann jemand aus diesem Dorf oder von diesem Stamm jemanden aus dem Heimatdorf des Akébouer heiraten muss. Wenn bspw. eine Frau von Gbendé einen jungen Mann aus Ayagba heiratet, dann muss obligatorisch eine seiner Töchter (wenn sich niemand anders findet) sich mit einem jungen Mann aus Gbendé verheiraten.

#### Hochzeitszeremonien
Bei den Akébou besteht eine Hochzeitszeremonie aus zwei Teilen:
1.) Die Braut zieht zunächst in die Wohnung des Bräutigams ein. Anschließend findet eine kleine Feier im engsten Familienkreis statt. Auch wenn dies nicht geschieht, so müssen doch den Brauteltern Getränke angeboten werden. Mitunter werden auch zu Ehren des Brautpaares einige Salutschüsse abgefeuert, und dies exakt in dem Moment, wenn die Braut die Hausschwelle überschreitet. Damit gilt eigentlich die Ehe bereits als vollzogen. Die junge Frau hat nun für drei bis sechs Monate eine gewisse Erholungspause, sie braucht nicht mehr auf den Feldern ihrer Familie zu arbeiten, d. h. ihre Tätigkeit beschränkt sich in dieser Zeit auf Haushaltsarbeiten bzw. auf Baumwollspinn-Maschinen oder dgl. In dieser Zeit wird sie mit allem versorgt, was nötig ist und vor allem auch überreichlich ernährt. Diese Erholungs- oder Ruhepause ist dazu da, das Zustandekommen ihrer ersten Schwangerschaft zu erleichtern.
2.) Fünf Tage vor Ablauf des dritten Monats, bzw. vor Ablauf der Erholungspause schmückt man die Frau mit allerlei Perlen oder anderen Schmuck und führt sie auf den Dorfplatz, wo mit großem „Tam-Tam“ die Hochzeitszeremonie veranstaltet wird. Dies ist der Auftakt, um der Braut zahlreiche Geschenke zu überbringen. Auch von dem „Noch-nicht“-Ehemann wird erwartet, dass er seiner Braut Kleidung oder Geld anbietet. Akzeptiert sie dieses, findet erneut ein großes „Tam-Tam“ statt und die Ehe ist von nun an definitiv.

#### Trennungs- und Scheidungsregeln
Entflieht die Braut ihrem Bräutigam, aus welchen Gründen auch immer, so sind die Eltern der Braut aufgefordert, sie zurückzubringen.
Wenn der Bräutigam die Braut zurückweist und zurückschickt, so gelten die von ihr geleistete Arbeit und die von der Brautfamilie gemachten Geschenke als rechtmäßig erworben.
Ist eine Braut schwanger, bevor das große „Tam-Tam“ ihre Ehe besiegelt hat, und der Bräutigam schickt sie an ihre Familie zurück, dann kann sich die Braut zwar wieder verheiraten, aber das Kind kommt zum früheren Bräutigam – früher nach einer Frist von 3 Jahren nach dessen Geburt, Mitte des 20. Jahrhunderts war die Regelung hierzu 4 bis 5 Jahre.
Wenn eine schwangere Ehefrau ihren Mann verlässt, gehört das Kind zum Ehemann, es sei denn, es weist eine nicht zu übersehende Ähnlichkeit mit einem eventuellen Liebhaber auf.
Bei entdecktem Ehebruch der Frau musste in der Vergangenheit der Liebhaber dem Ehemann der Frau zwei Hühner und zwei Kauris entrichten. In den 1950ern reichten jedoch hierfür auch 15 britische Schilling aus.
Seit der Ankunft der Europäer ist es Brauch, dass im Falle, dass der Bräutigam oder der Ehemann eine schwangere Frau verlassen möchte, er für diese und für das Kind reichlich Geschenke hinterlässt. Verlässt im umgekehrten Fall die Frau den Mann, erhält Letzterer eine Kompensation von ihrer Familie.
Im Gegensatz zu den Akan werden bei den Akebou weder die Impotenz des Mannes noch die Sterilität der Frau als Scheidungsgrund anerkannt.

## Kreuzcousinenheirat
Allgemein sind an der westafrikanischen Goldküste Kreuzcousinenheiraten nicht nur erlaubt, sondern werden regelrecht angestrebt, denn in der landläufigen Meinung gilt die matrilineare Kreuzcousine als die ideale Ehefrau eines Mannes. Eine Kreuzcousine ist die Tochter der Schwester des Vaters oder die Tochter des Bruders der Mutter und eine solche gehört weder derselben Abusua noch derselben Ntoro-Gruppierung eines Mannes an. Es ist bezeichnend, dass in der Akan-Sprache sowohl eine Kreuzcousine als auch die Ehefrau mit ein und demselben Wort bezeichnet werden: Yere, was darauf hinweist, dass ein Mann ursprünglich ein unumstrittenes Recht hatte, eine solche Frau zu heiraten.

## Elternlose Ehepartner
Möchten junge Männer heiraten, bei denen weder Eltern noch nächste Verwandte mehr existieren, die für Brautpreis oder Heiratszahlungen aufkommen könnten, hat man im gesamten Afrika südlich der Sahara die Regelung, dass derjenige dann zusammen mit dem Mädchen seiner Wahl und deren Eltern vor den Ältestenrat ihrer jeweiligen Ortschaft tritt, und die matrilokale oder matrilineare Eheschließung beantragt. Wird dieses bewilligt, dann kann das Paar, wie jedes andere Ehepaar auch, zusammenleben, aber ihr Haushalt gehört dann gänzlich zur Familie der Frau, außerdem erhalten ihre Kinder die Namen des mütterlichen Clans.

## Frauenheiraten
Unter den rechtlichen Formen einer Eheschließung in traditionellen, afrikanischen Stammesgesellschaften gab es bzw. gibt es noch einen weiteren und uralten Brauch in Gestalt einer Heirat zwischen einer oder mehreren jungen Frauen und einer älteren Frau, wobei jedoch letztere ganz normal mit einem Ehemann verheiratet sein kann.
Dies ist jedoch weder eine Lesben-Ehe im heutigen europäischen Verständnis einer gleichgeschlechtlichen Ehe, noch ist sie gleichzusetzen mit einer polygynen Ehe. Ihren Ursprung hat sie in der Tatsache, dass es bei vielen afrikanischen Völkern mehr Frauen als Männer gibt, was sich besonders bei den Frauen im beginnenden heiratsfähigen Alter auf zumeist schmerzliche Weise bemerkbar macht. Bei einer solchen Frauenehe übernimmt dann eine ältere Frau den Status eines Mannes, nachdem sie sich vor den lokalen Autoritäten einer Zeremonie unterzogen hat, welche sie rechtlich zum Mann erklärt. Physisch bleibt sie natürlich eine Frau, sie kann wie bisher normale sexuelle Beziehungen zum anderen Geschlecht unterhalten und auch weiterhin ein ganz normales Familienleben führen mit Ehegatte und Kinder. Durch ihren Männerstatus ist es ihnen jedoch gestattet, nebenher offiziell noch eins oder mehrere der sog. „leichten“ Mädchen zu „heiraten“. Eine solche, eheliche Frauengemeinschaft ist in den meisten Fällen eine reine Überlebensgemeinschaft, da sie zugleich für Unterkunft, Nahrung und Kleidung für die Ehefrauen sorgt. Nach der offiziellen Eheschließung können diese „leichte Mädchen“-Ehefrauen ohne weiteres mit jedem beliebigen Mann sexuelle Kontakte aufnehmen. Gehen daraus Kinder hervor, dann bleibt jedoch der weibliche „Ehemann“ deren gesetzlicher Vater und erhält, auch in den mutterrechtlichen Gesellschaften, die Rechte über das Kind. Abweichend können jedoch vom biologischen Vater die Rechte über ein Kind mittels einer „Lobolo“-Zahlung erworben werden. Zumeist werden solche Frauenehen geschlossen, um z. B. eine Witwe mit einem Kind nicht „alleine im Regen stehen zu lassen“.

## Koloniale Gesetzgebung in Bezug auf das Eherecht
Die britische Kolonialmacht in Westafrika versuchte bereits früh, die unter der einheimischen Bevölkerung geltenden rechtlichen Regelungen hinsichtlich von Heirat und Ehe nach ihren eigenen Vorstellungen zu beeinflussen. Die Bestrebungen gingen vor allem dahin, den Bund der Ehe, und unabhängig davon die Bindungen zur Verwandtschaft, zu festigen und vor allem die Polygynie zu unterbinden bzw. abzuschaffen.
In Bezug auf das Eherecht stand die britische koloniale Gesetzgebung sowohl auf der Goldküste als auch in Nigeria auf dem Grundsatz der Gleichberechtigung aller menschlicher Rassen.

### Ordinance No. 14/84
Das im Jahre 1884 von der britischen Kolonialverwaltung für die Goldküste erlassene Ehegesetz („Ordinance No. 14/84“ oder „Marriage Ordinance“) ist der Versuch einer diesbezüglichen Einflussnahme. Hier wurden sowohl christliche als auch zivile Eheschließungen nach Vorbild des englischen Rechts geregelt. Außerdem wurde mit diesem Gesetz festgelegt, dass Eheschließungen entweder von eigens dafür eingesetzten Beamten oder von den christlichen Priestern registriert werden sollten. Auf diesem Gesetz basiert im Wesentlichen auch heute noch das Eherecht in Ghana.
Die hauptsächlichsten Regelungen der „Marriage Ordinance“ waren:
1. Das Heiratsalter beider Partner muss mindestens 21 Jahre betragen. Unterhalb dieser Altersgrenze konnte eine Ehe nur mit einer Sonderausnahmegenehmigung der Kolonialbehörde eingegangen werden, die jedoch eine Witwe oder ein Witwer nicht zu erbringen brauchte.
2. Die Ehepartner dürfen nicht miteinander verwandt oder verschwägert sein. Allerdings gab es hinsichtlich dieser Regelung Einschränkungen. So ist es z. B. einem Witwer gestattet, die Schwestern oder Nichten ihrer verstorbenen Ehefrauen zu heiraten.
3. Keiner der beiden Ehepartner darf zur gleichen Zeit mit einem anderen Partner nach traditionellem Recht verheiratet sein.
4. Polygynie ist verboten.
5. Fortgesetzte, außereheliche Beziehungen von einem der Ehepartner reichen als Grund für eine Ehescheidung aus. Die Unfruchtbarkeit der Frau und die Impotenz oder Sterilität des Mannes sind kein Scheidungsgrund. Wird eine nach dem Ordinance-Recht geschlossene und registrierte Ehe aufgrund des Ehebruchs seiner Frau geschieden, so hat der Ehemann kein Recht auf Entschädigung.
6. Erbregelung im Falle des Todes von einem der Ehepartner: 2/3 des Besitzes sollen nach englischem Recht und 1/3 nach traditionellem Recht vererbt werden. Das bedeutet zusammengefasst, dass 4/9 des Erbes an die Kinder des Verstorbenen gehen, 2/9 an die Witwe oder den Witwer und 3/9 sollen nach traditioneller Weise vererbt werden.

Ein großes Problem entstand mit dem Inkraftsetzen dieses Gesetzes bezüglich der Konkubinatsbeziehungen, da solche mit diesem Gesetz nicht mehr vereinbar waren. In den Augen der Briten handelte es sich bei einer Konkubinatsbeziehung ohnehin um eine besondere Form von Sklaverei. Dennoch kam die Kolonialregierung anfänglich um eine gewisse Duldung dessen nicht herum, zumal die meisten der Konkubinen in den Haushalten der einheimischen Aristokratie sowie denen reicher Händler lebten. Ohne die Unterstützung beider wäre die Präsenz der Briten auf der Goldküste als Kolonialmacht ohne größeren militärischen Aufwand auf die Dauer nicht möglich gewesen. Mit der Implementierung der Indirect rule seitens des britischen Hochkommissars Lord Lugard in Nordnigeria nach dessen Eroberung 1897–1900 ist man jedoch einen Kompromiss eingegangen und hat offen die Konkubinatsbeziehung als legale Eheform anerkannt, hauptsächlich um dadurch die Unterstützung des dortigen einheimischen Adels zu gewinnen. Dies war auch der Anstoß, um auf der Goldküste die ergänzende Regelung einzuführen, dass von nun an auch eine Ehe rechtsgültig geschlossen werden könne ohne Zustimmung beider Elternhäuser. Damit war eine Konkubinatsbeziehung als Eheform auch auf der Goldküste gesellschaftlich legalisiert.

### Ordinance No. 6/90
Die im Jahre 1890 erlassene „Ordinance No. 6/90“ oder „Married Women's Ordinance“ enthielt Regelungen, welche verheirateten Frauen ein Grundeinkommen zusicherte auf der Basis ihrer eigenen Arbeit oder ihres eigenen Besitzes. Verheiratete Frauen werden darin generell, d. h. unabhängig von der Eheform, ermächtigt, in eigenem Namen und auf eigene Rechnung Geschäfte abschließen zu können. Der dabei eventuell erhaltene Gewinn wird gemäß dieser Regelung als Teil ihres persönlichen Eigentums anerkannt.

### Ordinance No. 21/07
Speziell für das islamische Eherecht hat man 1907 eine eigenständige Regelung erlassen („Ordinance No. 21/07“ oder „Muhammedan Marriage Ordinance“). Sie beinhaltete im Wesentlichen die Aussage, dass von Seiten der Kolonialregierung in die islamischen Gesetze bezüglich des Eherechts nicht eingegriffen werde, sofern nicht bestimmte Tabu-Grenzen überschritten werden. Jedoch wurde es zur Auflage gemacht, sowohl Hochzeiten als auch Scheidungen separat beim örtlich zuständigen „District Commissioner“ registrieren zu lassen. Die meisten Muslime im historischen und heutigen Ghana folgen den Regeln der Maliki-Gesetzesschule.